# Bataillon mixte d'infanterie coloniale de Chine
Ne doit pas être confondu avec Bataillon mixte d'infanterie coloniale de Chine du Nord.
Le bataillon mixte d'infanterie coloniale de Chine (BMICC) est une unité des troupes coloniales françaises en garnison en Chine de 1936 à 1946. Stationné notamment dans la concession française de Shanghai, il fait face pendant la Seconde Guerre mondiale aux forces de l'empire du Japon qui occupent alors la Chine.

## Création et différentes dénominations
- 1er janvier 1936 : création du bataillon mixte d'infanterie coloniale de Chine (BMICC) à partir du 17e régiment mixte d'infanterie coloniale
- 1er janvier 1937 : le BMICC devient IIe bataillon du 16e régiment d'infanterie coloniale (II/16e RIC)
- 1er avril 1938 : le II/16e RIC reprend le nom de BMICC
- 14 mai 1946 : dissolution du BMICC

## Historique

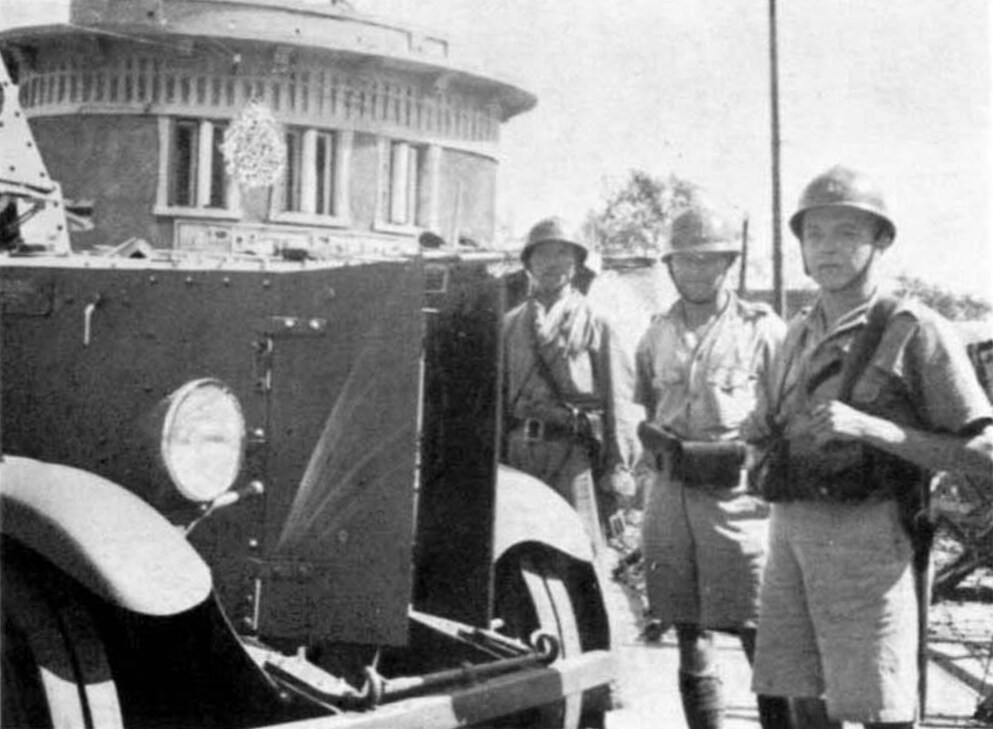
Poste occupé par le BMICC sur la crique de Zikawei (à Shanghai), vers 1938-1939. Au premier plan, le capot d'une automitrailleuse de la police française.

Le bataillon mixte d'infanterie coloniale de Chine est créé le 1er janvier 1936 à partir du 17e régiment mixte d'infanterie coloniale dissous la veille,. Constitué avec des tirailleurs tonkinois et des soldats européens, le BMICC est en garnison à Shanghai et fait partie du détachement français de Changaï (orthographe française de Shanghai à l'époque).
Le bataillon est fusionné le 1er janvier 1937 dans le 16e régiment d'infanterie coloniale, dont il devient le IIe bataillon. Ce bataillon reprend le nom de BMICC le 1er avril 1938,. En plus de sa garnison de Shanghai, le bataillon détache une section (à l'origine la 4e compagnie) pour protéger la concession française de Hankéou et un détachement à la concession de Canton (île de Shamian).
En juin 1940, les possessions françaises de Chine restent fidèles, à l'image de l'Indochine, au nouveau régime de Vichy mais sont isolées de la métropole par les Japonais. En juin 1943, la concession de Hankéou est rendue au gouvernement chinois de Nakin (régime vassal des Japonais) et les 48 hommes du BMICC rejoignent Shanghai. Les 19 militaires du BMICC en garnison à Canton rejoignent le Kouang-Tchéou-Wan en septembre.
Après le coup de force japonais du 9 mars 1945 en Indochine, le BMICC est désarmé pacifiquement par les Japonais. Travaillés par les propagandes japonaises et nationalistes vietnamiennes, environ 300 des 628 tirailleurs du BMICC se mutinent en mai.
Le bataillon est dissous le 14 mai 1946. Les tirailleurs sont rapatriés et une partie des tirailleurs fidèles rejoint les forces côtières du Tonkin, qui deviendront en 1948 le bataillon de marche indochinois.

## Insigne
Écu français bleu outremer, chargé d'un mousqueton et d'un fusil-mitrailleur en sautoir, surmontés d'une grenade. Le mousqueton et le fusil-mitrailleur font référence à l'armement des hommes du bataillon tandis que la grenade est le symbole des troupes d'élite, en référence aux grenadiers.
L'insigne est fabriqué localement. Certains insignes portent l'inscription 1942 Ha-Van-tho, non expliquée. Une variante existe en taille réduite pour être portée sur la tenue de soirée des officiers dans les réceptions mondaines entre personnels étrangers des concessions.